# ドン・グロルニック
ドン・グロルニック（Don Grolnick、1947年9月23日 - 1996年6月1日）は、アメリカのジャズ・ピアニスト、作曲家、音楽プロデューサー。マイケル・ブレッカーと共にステップス・アヘッドとドリームスのグループ・メンバーを務め、ブレッカー・ブラザーズと頻繁に演奏した。セッション・ミュージシャンとしては、ビリー・コブハム、ロバータ・フラック、ハリー・チェイピン、デイヴ・ホランド、ベット・ミドラー、マーカス・ミラー、ボブ・ミンツァー、リンダ・ロンシュタット、デイヴィッド・サンボーン、カーリー・サイモン、J.D.サウザー、スティーリー・ダン、ジェームス・テイラーとレコーディングした。

## 略歴
グロルニックはブルックリンで生まれ、ニューヨーク州レヴィットタウンで育った。アコーディオンから音楽ライフをスタートしたが、後にピアノへと転向した。彼のジャズへの関心は、父にカウント・ベイシーのコンサートに連れて行かれた子供の頃から始まり、そのすぐ後にカーネギー・ホールでのエロル・ガーナーの演奏も観ている。彼は哲学を専攻し、タフツ大学に通った。
タフツを離れた後、ギターのケン・メルヴィル、幼少時代からの友人でありベースのスチュアート・シュルマンと一緒に、ジャズ・ロック・バンドのファイアー&アイス (Fire & Ice)を結成した。彼らは、Boston Tea PartyやThe Arkのようなボストンのクラブ界隈で、B.B.キング、ジェフ・ベック・グループ、ヴェルヴェット・アンダーグラウンドのオープニング・アクトを務めた。これはグロルニックのパフォーマーとしてのロックとブルースへの最初の進出であり、メディアの中で作曲もし始めた。グロルニックは1969年にニューヨークに戻り、メルヴィルとフュージョン・バンド「D」に参加した。
1971年にスーパーバンドであるドリームスに参加した。その後は、ブレッカー・ブラザーズにて結成時からメンバーとして活動。1980年のアルバム『デタント』まで参加している。
グロルニックは、1996年6月1日に48歳で非ホジキンリンパ腫により亡くなった。

## ディスコグラフィ

### リーダー・アルバム
- 『ハーツ・アンド・ナンバーズ』 - Hearts and Numbers (1986年)
- 『スーパーセッション』 - Weaver of Dreams (1990年)
- Nighttown (1992年)
- 『メディアノッチ』 - Medianoche (1995年)
- London Concert (1995年) ※Don Grolnick Group名義

出典:

### ブレッカー・ブラザーズ
- 『ザ・ブレッカー・ブラザーズ』 - The Brecker Bros. (1975年)
- 『バック・トゥ・バック』 - Back to Back (1976年)
- 『ドント・ストップ・ザ・ミュージック』 - Don’t Stop the Music (1977年)
- 『デタント』 - Detente (1980年)

### ドリームス
- 『イマジン・マイ・サプライズ』 - Imagine My Surprise (1971年)

### ステップス・アヘッド
- 『スモーキン・イン・ザ・ピット』 - Smokin' in the Pit (1981年)
- 『ステップス・アヘッド』 - Steps Ahead (1983年)

### 参加アルバム
ガトー・バルビエリ
- 『カリエンテ!』 - Caliente! (1976年)
- 『ルビー、ルビー』 - Ruby, Ruby (1978年)
- Passion and Fire (1988年)

ジョー・ベック
- 『ベック』 - Beck (1975年)

ジョージ・ベンソン
- 『グッド・キング・バッド』 - Good King Bad (1975年)
- 『ベンソン&ファレル』 - Benson & Farrell (1976年) ※with ジョー・ファレル

ロン・カーター
- 『エニシング・ゴーズ』 - Anything Goes (1975年)
- 『イエロー&グリーン』 - Yellow & Green (1976年)
- El Noche Sol (1982年)

ピーター・アースキン
- 『ピーター・アースキン』 - Peter Erskine (1982年)
- 『トランジション』 - Transition (1986年)

スティーヴ・カーン
- 『タイトロープ』 - Tightrope (1977年)
- 『ザ・ブルー・マン』 - The Blue Man (1978年)
- 『アロウズ』 - Arrows (1979年)

メリサ・マンチェスター
- 『輝く瞳』 - Bright Eyes (1974年)
- 『雨と唄えば』 - Singin'... (1977年)

マンハッタン・トランスファー
- 『マンハッタン・トランスファー・デビュー!』 - The Manhattan Transfer (1975年)
- 『ニューヨーク・エッセンス』 - Pastiche (1977年)

ボブ・ミンツァー
- 『ソース』 - Source (1982年)
- 『パパ・リップス』 - Papa Lips (1983年) ※ボブ・ミンツァー・ホーン・マン・バンド名義
- Incredible Journey (1985年) ※Bob Mintzer Big Band名義
- Spectrum (1988年)
- Urban Contours (1989年)

エスター・フィリップス
- 『恋は異なもの』 - What a Diff'rence a Day Makes (1975年) ※with ジョー・ベック
- 『キャプリコーン・プリンセス』 - Capricorn Princess (1976年)
- 『フォー・オール・ウィ・ノウ』 - For All We Know (1976年) ※with ジョー・ベック

ボニー・レイット
- 『ストリートライツ』 - Streetlights (1974年)
- 『愛に生きる』 - The Glow (1979年)

リンダ・ロンシュタット
- 『夢はひとつだけ』 - Simple Dreams (1977年)
- 『ミス・アメリカ』 - Living in the USA (1978年)
- 『ゲット・クローサー』 - Get Closer (1982年)
- 『ホワッツ・ニュー』 - What's New (1983年)
- 『ラッシュ・ライフ』 - Lush Life (1984年)
- 『フォー・センティメンタル・リーズンズ』 - For Sentimental Reasons (1986年)
- 『クライ・ライク・ア・レインストーム』 - Cry Like a Rainstorm, Howl Like the Wind (1989年)

デイヴィッド・サンボーン
- 『テイキング・オフ』 - Taking Off (1975年)
- 『ハート・トゥ・ハート』 - Heart to Heart (1978年)
- 『ハイダウェイ』 - Hideaway (1979年)
- 『ストレイト・トゥ・ザ・ハート（ライヴ！）』 - Straight to the Heart (1984年)
- 『チェンジ・オブ・ハート』 - A Change of Heart (1987年)
- 『ラヴ・ソングス - ベスト・オブ・デイヴィッド・サンボーン』 - Love Songs (1995年)

ジョン・スコフィールド
- 『スティル・ウォーム』 - Still Warm (1986年)
- 『フラット・アウト』 - Flat Out (1989年)

ドン・セベスキー
- 『エル・モロの強奪』 - The Rape of El Morro (1976年)
- 『セベスキー・ファンタジー』 - Sebesky Fantasy (1980年)

カーリー・サイモン
- 『男の子のように』 - Boys in the Trees (1978年)
- 『スパイ』 - Spy (1979年)
- 『パーティへようこそ』 - Come Upstairs (1980年)
- 『ハロー・ビッグ・マン』 - Hello Big Man (1983年)

スティーリー・ダン
- 『幻想の摩天楼』 - The Royal Scam (1976年)
- 『彩（エイジャ）』 - Aja (1977年)
- 『ガウチョ』 - Gaucho (1980年)

ジェームス・テイラー
- 『ウォーキング・マン』 - Walking Man (1974年)
- 『フラッグ』 - Flag (1979年)
- 『ダディーズ・スマイル』 - Dad Loves His Work (1981年)
- 『ザッツ・ホワイ・アイム・ヒア -変わりゆく人々へ-』 - That's Why I'm Here (1985年)
- 『ネヴァー・ダイ・ヤング』 - Never Die Young (1988年)
- 『ニュー・ムーン・シャイン』 - New Moon Shine (1991年)

ジョン・トロペイ
- 『トロペイ』 - Tropea (1975年)
- 『ショート・トリップ・トゥ・スペース』 - Short Trip to Space (1977年)
- 『トゥ・タッチ・ユー・アゲイン』 - To Touch You Again (1979年)
- NY Cats Direct (1991年)

その他
- ベット・ミドラー : 『ベット・ミドラーII』 - Bette Midler (1973年)
- クレオ・レーン : 『ビューティフル・シング』 - A Beautiful Thing (1974年)
- バリー・マニロウ : 『バリー・マニロウII』 - Barry Manilow II (1974年)
- ヒューバート・ロウズ : 『シカゴ・テーマ』 - The Chicago Theme (1974年)
- マーク・マーフィー : 『マーク・マーフィー・シングズ』 - Mark Murphy Sings (1975年)
- フィービ・スノウ : 『夜の調べ』 - Second Childhood (1976年)
- バディ・リッチ : Speak No Evil (1976年)
- グラント・グリーン : 『ザ・メイン・アトラクション』 - The Main Attraction (1976年)
- ロバータ・フラック : 『愛の世界』 - Blue Lights in the Basement (1977年)
- デヴィッド・ラフィン : In My Stride (1977年)
- ビリー・コブハム : 『インナー・コンフリクツ』 - Inner Conflicts (1977年)
- リビー・タイタス : 『リビー・タイタス』 - Libby Titus (1977年)
- マイク・マイニエリ : 『ラヴ・プレイ』 - Love Play (1977年)
- リンゴ・スター : 『ウィングズ〜リンゴ IV』 - Ringo the 4th (1977年)
- ガーランド・ジェフリーズ : 『ゴースト・ライター』 - Ghost Writer (1977年)
- アート・ファーマー : 『ヤマ』 - Yama (1979年)
- J.D.サウザー : 『ユア・オンリー・ロンリー』 - You're Only Lonely (1979年)
- ベン・シドラン : 『ザ・キャット・アンド・ザ・ハット』 - The Cat and the Hat (1979年)
- ドン・シュリッツ : Dreamers Matinee (1980年)
- ボズ・スキャッグス : 『ミドル・マン』 - Middle Man (1980年)
- チャカ・カーン : 『ノーティ (じゃじゃ馬馴らし)』 - Naughty (1980年)
- マイケル・フランクス : 『N.Y.ストーリー』 - One Bad Habit (1980年)
- ポール・サイモン : 『ワン・トリック・ポニー』 - One-Trick Pony (1980年)
- スティーヴン・ビショップ : 『哀愁マンハッタン』 - Red Cab to Manhattan (1980年)
- アンドリュー・ゴールド : 『風にくちづけ』 - Whirlwind (1980年)
- マイク・マイニエリ : 『レッツ・ラヴ』 - Wanderlust (1981年)
- アイリーン・キャラ : 『アイリーン・キャラ・デビュー』 - Anyone Can See (1982年)
- 山下久美子 : 『Sophia』(1983年)
- 渡辺香津美 : 『Mobo I & II』 - Mobo Vols. 1 & 2 (1983年)
- 大貫妙子 ：『copine』 (1985年)
- 角松敏生 ：『TOUCH AND GO』 (1986年)
- ボブ・バーグ : 『ボブ・バーグ短篇集』 - Short Stories (1987年)
- マイケル・ブレッカー : 『ドント・トライ・ディス・アット・ホーム』 - Don't Try This at Home (1988年)
- タック&パティ : 『ティアーズ・オブ・ジョイ』 - Tears of Joy (1988年)
- マイク・スターン : 『タイム・イン・プレイス』 - Time in Place (1988年)
- アーロン・ネヴィル : 『ウォーム・ユア・ハート』 - Warm Your Heart (1991年)[7]